# Alfredo Fiorillo
Alfredo Fiorillo (* in Sarnico) ist ein italienischer Drehbuchautor, Filmregisseur und Filmproduzent.

## Leben
Fiorillo absolvierte ein Literaturstudium mit einer anschließenden Spezialisierung auf Regie und Drehbuch. Nach dem Studium war er zunächst in verschiedenen Bereichen der Werbeindustrie tätig. Er hat Werbeclips gedreht und war u. a. an Kampagnen für Nokia, Siemens und IBM beteiligt. 2012 gründete er mit Angela Prudenzi die Produktionsfirma L’age d’or, er hat Drehbücher geschrieben, Kurzfilme gedreht und Sendungen für das italienische Fernsehen produziert. Respiri mit Alessio Boni in der Hauptrolle, ist sein erster Spielfilm.

## Filmografie
- 1997: Poker, Kurzfilm
- 1998: Via Malakoff, 16, Videofilm
- 2007: Lies, Kurzfilm
- 2008: Princess Bee: Angels, Videofilm
- 2009: Pene d’amore (Love’s Labour) Kurzfilm; Drehbuch und Regie
- 2018: Respiri (Breaths), Spielfilm; Drehbuch und Regie